# Billy Mays
William Darrell "Billy" Mays, Jr., född 20 juli 1958 i McKees Rocks, Allegheny County, Pennsylvania, död 28 juni 2009 i Tampa, Florida, var en amerikansk personlighet inom televisionsreklam. Med sin högljudda röst, sitt karaktäristiska skägg och ivriga gestikulerande var han välkänd i USA.
Mays började sin försäljarkarriär i Atlantic City, New Jersey. Han reste runt i landet i 12 år innan han anställdes för att sälja OxiClean och andra produkter på amerikanska Home Shopping Network. Succén som TV-försäljare fick honom att starta ett eget företag, Mays Productions, Inc.. Den 15 april 2009 började Discovery Channel sända programmet PitchMen, där Mays tillsammans med Anthony Sullivan dokumenteras i sina försök att finna och marknadsföra produkter. På morgonen den 28 juni 2009 fann Mays hustru honom död i deras hem i Florida. Han tros ha dött av en hjärtsjukdom.